# Episodi di Resident Alien (prima stagione)
La prima stagione della serie televisiva Resident Alien, composta da 10 episodi, è stata trasmessa negli Stati Uniti dal 27 gennaio al 31 marzo 2021 su Syfy.
In Italia, la serie è stata trasmessa in prima visione assoluta su Rai 4 dal 3 al 31 maggio 2021.
| n° | Titolo originale:              | Titolo italiano                | Prima TV USA     | Prima TV Italia |
| -- | ------------------------------ | ------------------------------ | ---------------- | --------------- |
| 1  | Pilot                          | Pilot                          | 27 gennaio 2021  | 3 maggio 2021   |
| 2  | Homesick                       | Homesick                       | 3 febbraio 2021  | 3 maggio 2021   |
| 3  | Secrets                        | Secrets                        | 10 febbraio 2021 | 10 maggio 2021  |
| 4  | Birds of a Feather             | Birds of a Feather             | 17 febbraio 2021 | 10 maggio 2021  |
| 5  | Love Language                  | Love Language                  | 24 febbraio 2021 | 17 maggio 2021  |
| 6  | Sexy Beast                     | Sexy Beast                     | 3 marzo 2021     | 17 maggio 2021  |
| 7  | The Green Glow                 | The Green Glow                 | 10 marzo 2021    | 24 maggio 2021  |
| 8  | End of the World As We Know It | End of the World As We Know It | 17 marzo 2021    | 24 maggio 2021  |
| 9  | Welcome Aliens                 | Welcome Aliens                 | 24 marzo 2021    | 31 maggio 2021  |
| 10 | Heroes of Patience             | Heroes of Patience             | 31 marzo 2021    | 31 maggio 2021  |

## Pilot
- Titolo originale: Pilot
- Diretto da: David Dobkin
- Scritto da: Chris Sheridan

### Trama
I terrestri, con il loro comportamento, stanno distruggendo il pianeta Terra. Per questo l'alieno Hah Re è in missione sul pianeta Terra per distruggere l'umanità, ma deve compiere un atterraggio di fortuna sulle montagne in Colorado e si ritrova costretto a vivere in incognito in mezzo agli umani in un piccolo paesino, fino a quando la neve non si scioglierà, liberando la sua astronave. Prende le sembianze del medico Harry Vanderspeigle e capisce che deve cercare di integrarsi per passare inosservato, trovandosi immischiato (a causa della sua professione di medico) nella risoluzione del caso di omicidio di Sam, il medico del paese morto improvvisamente. Gli abitanti lo considerano un tipo un po' strambo, ma i più iniziano ad accettarlo. L'unico in grado di vedere il suo vero volto di alieno è inaspettatamente un bambino di nome Max, il figlio del sindaco; ovviamente lo racconta a tutti, ma nessuno gli crede. Hah Re cerca di ucciderlo per proteggere il suo segreto, non riuscendoci.
- Ascolti USA: telespettatori 1 080 000 (Syfy)[3] - telespettatori 450 000 (USA Network)[3]
- Ascolti Italia: telespettatori 360 000 – share 1,3%[4]

## Homesick
- Titolo originale: Homesick
- Diretto da: Robert Duncan McNeill
- Scritto da: Chris Sheridan

### Trama
Max corre urlando fuori dalla clinica dopo che Harry cerca di decapitarlo con una sega per ossa. Con l'incoraggiamento di Liv, la vicesceriffo, Max distribuisce poster disegnati a mano rappresentando il volto alieno di Harry, che continua a pensare a metodi fantasiosi per ucciderlo senza attirare l'attenzione. D'Arcy Bloom, la barista del paese, esce con Harry e gli descrive l'incidente che ha posto fine alla sua carriera di sciatrice. Ispirato, Harry taglia i freni della bicicletta di Max, ma l'incidente che ne deriva causa solo una ferita che richiede dei punti sul braccio del bambino. L'incontro tra Max e Harry sfocia in un duello verbale tra il bimbo e l'alieno. Asta continua a pensare che se la sera in cui Sam è morto avvelenato lei non fosse tornata a casa dallo studio, forse avrebbe potuto salvarlo. Sentendo nostalgia di casa, Harry inizia a raccogliere materiale per riparare la sua nave, incluso il tellurio, che ha proprietà di levitazione. Nel frattempo, un uomo cade da una scogliera innevata mentre si fa un selfie, ma rimane sospeso a metà caduta da una forza invisibile; in seguito viene scoperto da Lisa Casper e David Logan, due militari in missione segreta alla ricerca dell'astronave aliena, ancora sospeso e congelato a morte sopra quello che sembra essere un pezzo dell'astronave di Harry precipitata sulla Terra.
- Ascolti USA: telespettatori 1 220 000[5]
- Ascolti Italia: telespettatori 286 000 – share 1,2%[4]

## Secrets
- Titolo originale: Secrets
- Diretto da: Robert Duncan McNeill
- Scritto da: Njeri Brown

### Trama
Quando un pescatore trova il piede del vero Harry nel lago, Harry presenta il prepuzio di un bambino come campione di pelle per evitare una corrispondenza del DNA. Mentre le autorità setacciano il lago per cercare il resto del cadavere, Harry lo trova e lo nasconde nel congelatore. Nel frattempo Kate, la mamma di Max, è preoccupata per le continue affermazioni del bambino riguardo al fatto Harry è un alieno, cosa a cui ovviamente nessuno crede tranne che per la sua compagna di classe, Sahar. Asta e D'Arcy partecipano a quella che si rivela essere una festa del liceo, dove Asta scopre che uno dei ricettari di Sam è stato rubato e usato per vendere droghe agli studenti. Alla festa trova Jay, un'impiegata della clinica part-time, semicosciente e la porta a casa, e un flashback rivela che Jay era la neonata che ha dato in adozione quando aveva 16 anni. D'Arcy flirta con Harry, che non coglie i segnali dalla donna. Lisa e David chiacchierano con un cowboy che mesi fa ha visto Harry nella sua forma aliena, e Lisa lo uccide dopo aver appreso che sta progettando di pubblicare un libro al riguardo.
- Ascolti USA: telespettatori 880 000[6]
- Ascolti Italia: telespettatori 341 000 – share 1,3%[7]

## Birds of a Feather
- Titolo originale: Birds of a Feather
- Diretto da: Jay Chandrasekhar
- Scritto da: Tazbah Chavez

### Trama
Ben e Kate invitano Harry a cena per convincere Max che è una persona normale. Sfortunatamente Harry invita D'Arcy, che si ubriaca e parla della sua storiella d'amore d'infanzia con Ben. Mentre cenano, Sahar ruba le chiavi di casa di Harry e ne fa fare delle copie. Liv sfoga le sue frustrazioni professionali a D'Arcy, che la incoraggia a resistere alle vessazioni dello sceriffo, Mike, che si crede un duro e un grande poliziotto. Harry incontra la famiglia di Asta e se ne esce davanti a tutti dicendo che Jay è la figlia che Asta ha dato in adozione. Nonostante l'angoscia di Asta, questa notizia avvicina lei e Dan. Max e Sahar si introducono nella casa di Harry, ma vengono messi fuori combattimento dalla tecnologia aliena e Harry li scopre. Mentre li sta portando fuori dalla baita, la moglie del vero Harry, Isabelle, appare all'improvviso.
- Ascolti USA: telespettatori 1 020 000[8]
- Ascolti Italia: telespettatori 292 000 – share 1,3%[7]

## Love Language
- Titolo originale: Love Language
- Diretto da: Jay Chandrasekhar
- Scritto da: Sarah Beckett

### Trama
Un flashback rivela come il vero Harry abbia incontrato sua moglie Isabelle a una mostra d'arte. Dopo che Harry ha fatto rientrare Max e Sahar nelle loro case, firma i documenti per divorziare da Isabelle, che è ferita e sconcertata dal suo comportamento. D'Arcy e Isabelle si incontrano e parlano dei loro problemi di cuore, senza rendersi conto che stanno parlando dello stesso uomo. Ben e Kate scoprono che Max si è introdotto nella capanna di Harry e costringono il figlio a scusarsi, causando la sua reazione in presenza dell'alieno. Harry allora dichiara che il bambino è malato e incoraggia i genitori a mandare Max in un istituto fuori dallo Stato per curarlo; Sahar però convince Harry e Max a iniziare una tregua: Harry dirà che il bimbo è sano e lui in cambio smetterà di raccontare a tutti che Harry è un alieno; Harry inizierà così a provare simpatia per Max. Jay scopre che Asta è la sua vera madre e lascia la clinica. Isabelle, ignara della vera identità di Harry, seduce l'ex marito. Mike riceve risultati tossicologici che dimostrano che Sam è stato avvelenato.
- Ascolti USA: telespettatori 1 240 000[9]
- Ascolti Italia: telespettatori 286 000 – share 1,1%[10]

## Sexy Beast
- Titolo originale: Sexy Beast
- Diretto da: Jennifer Phang
- Scritto da: Emily Eslami e Jeffrey Nieves

### Trama
In un flashback ambientato negli anni '50 un guardiano di un faro nel Maine e la sua bambina vedono un'astronave. In un flashback più recente i militari scoprono il passaggio dell'astronave di Harry e il generale McCallister incarica Lisa Casper e David Logan di indagare. Harry intanto droga ripetutamente Isabelle fino a farla svenire in modo che possa cercare il suo veicolo spaziale. Arriva in città Ethan Stone, l'affascinante e virtuoso nuovo dottore, che suscita subito la gelosia di Harry a causa delle sue continue spacconerie. Harry racconta allo sceriffo Mike del ricettario rubato, e Liv si dedica all'indagine mentre Mike si copre di ridicolo interrogando un adolescente, sospettandolo di essere lo spacciatore. D'Arcy passa la notte con Ethan ma, nonostante lui sia carino con la ragazza il mattino dopo, lei se la fila. Durante una serata di bowling tra ragazze, Asta accusa Jimmy di aver rubato il ricettario. Con lo sviluppo della puntata, si scopre che la bambina del faro in realtà è il generale McCallister; Lisa e David, dopo aver trovato l'astronave, la fanno portare in un bunker militare. Harry, senza sapere di essere spiato dai militari, si reca nel punto in cui si trovava la sua nave e scopre che è stata portata via.
- Guest star: Linda Hamilton (McCallister)
- Ascolti USA: telespettatori 1 200 000[11]
- Ascolti Italia: telespettatori 252 000 – share 1,1%[10]

## The Green Glow
- Titolo originale: The Green Glow
- Diretto da: Jennifer Phang
- Scritto da: Elias Benavidez

### Trama
Harry viene raggiunto sul luogo in cui si trovava la sua nave da Isabelle, che gli rinfaccia di averla drogata. Rendendosi conto che sono sorvegliati, Harry si giustifica dicendo che aveva bisogno di spazio per sé lontano da lei e riesce a sviare Lisa e David, che li stanno ascoltando. Furiosa, Isabelle torna a New York. Questo, la perdita del suo lavoro e il furto della sua astronave porta Harry alla depressione. In un blackout indotto da droghe e alcol, Harry sogna che il cadavere del vero Harry lo prende in giro dicendogli che è un fallito e che non è stato in grado di concludere la sua missione. Per rallegrare Harry, Asta e D'Arcy gli fanno fumare dell'erba, e finisce per conversare telepaticamente con un polpo in un acquario in un ristorante giapponese. Asta informa Mike e Liv che secondo lei è stato Jimmy a rubare il ricettario: scoprono che è implicato anche il bidello del liceo, ma quando Mike non riconosce il ruolo di Liv nel risolvere il caso, lei si infuria e si licenzia. Harry informa Ben e Kate che ha sbagliato la diagnosi di Max, e decidono di non mandarlo via; in cambio, Max usa la sua abilità nel vedere il bagliore verde emesso dal dispositivo di Harry per localizzarlo su un ghiacciaio. Quando Harry lo raggiunge, la sua nave si attiva e David individua la posizione di Harry. Temendo per la sicurezza di Harry, Asta e D'Arcy lo raggiungono sul ghiacciaio, ma il terreno frana sotto i loro piedi.
- Ascolti USA: telespettatori 1 070 000[12]
- Ascolti Italia: telespettatori 267 000 – share 1%[13]

## End of the World As We Know It
- Titolo originale: End of the World As We Know It
- Diretto da: Shannon Kohli
- Scritto da: Christian Taylor

### Trama
D'Arcy, nel tentativo di risalire il crepaccio, provoca uno smottamento e fa cadere gli altri più in fondo. A causa delle ferite, Harry è incapace di nascondere la sua identità ma Asta, sebbene spaventata, cerca di soccorrere Harry e si offre di cercare il suo dispositivo perduto (che Harry dice essere una radio per non spaventare la ragazza). Nel frattempo, Ben porta a cena Kate per il loro anniversario, ma combina un pasticcio dopo l'altro. Lisa e David arrivano in città per cercare l'alieno e vedono uno dei poster di Max. D'Arcy, mentre è semisvenuta, ha dei flashback sull'incidente che le ha rovinato la carriera agonistica: il ricordo di come Asta l'ha aiutata ad uscire dal periodo difficile le dà la carica e si prodiga per risalire e tirare Harry e Asta fuori dal crepaccio. Intanto Dan allerta Mike della scomparsa di Asta e partono con le ricerche, scoprendo che anche D'Arcy è sparita. Harry racconta un po' di sé e del suo pianeta su richiesta di Asta, e le confida che loro sono già stati sulla Terra e che non ci sono più tornati perché gli umani, che una volta li accoglievano con gioia, sono diventati troppo timorosi, e la informa anche che i terrestri stanno devastando il pianeta. Asta, D'Arcy e Harry si liberano, ma Asta abbandona l'amica all'ospedale e porta Harry alla tavola calda di Dan. La ferita di Harry è infetta, e si rassegna alla morte finché Asta rivela di aver trovato il suo dispositivo, e lui decide di completare la sua missione mentre Dan gli amputa la gamba.
- Ascolti USA: telespettatori 1 270 000[14]
- Ascolti Italia: telespettatori 234 000 – share 1%[13]

## Welcome Aliens
- Titolo originale: Welcome Aliens
- Diretto da: Shannon Kohli
- Scritto da: Nastaran Dibai

### Trama
L'episodio inizia con un flashback: 30 anni prima gli alieni rapiscono il feto non ancora nato di una donna. Giorno d'oggi: mentre la gamba di Harry si rigenera, scopre che il suo dispositivo si è rotto. Max e Sahar suggeriscono a Harry di andare a cercare il pezzo di ricambio ad un convegno sugli alieni, a cui si reca accompagnato da Asta. Harry, durante il convegno, scopre che il relatore, l'uomo a cui avevano rapito il bimbo mai nato 30 anni prima, ha lo stesso potere di Max di vederlo per come è. Mike arresta la moglie del defunto Sam per l'omicidio del marito. David e Lisa si fanno invitare a cena dai genitori di Max per indagare sul bambino e Lisa si mette a frugare nella cameretta, scoprendo un pezzo dell'astronave. Un partecipante del convegno avvicina Asta, che aveva parlato positivamente del suo incontro con gli alieni, e la avverte che il suo alieno potrebbe essere un "Cristoforo Colombo". D'Arcy si introduce in casa di Harry e scopre il cadavere del vero Harry nel congelatore. Mike, pentito di come ha trattato Liv, le offre nuovamente il posto di vicesceriffo.
- Guest star: Terry O'Quinn (Peter Bach)

- Ascolti USA: telespettatori 1 160 000[15]
- Ascolti Italia: telespettatori 285 000 – share 1,2%[16]

## Heroes of Patience
- Titolo originale: Heroes of Patience
- Diretto da: Robert Duncan McNeill
- Scritto da: Chris Sheridan

### Trama
In un flashback, il vero Harry avvelena l'insulina di Sam ore prima di essere ucciso da Hah Re. D'Arcy racconta a Mike e Liv di aver visto il cadavere di Harry, ma il "finto" Harry lo ha già nascosto nel soppalco della capanna e i poliziotti non le credono; Liv però trova uno degli stivali di Harry sulla riva del lago e si insospettisce. Max e Sahar scoprono che Lisa ha frugato nella cameretta del bambino e capiscono che lei lavora per il Governo. Harry intanto ripara il dispositivo e lo prova sul cadavere di Harry, ma si ferisce e scopre che è diventato "troppo" umano. Asta intanto mette insieme gli indizi e capisce che Harry ha ucciso il vero dottor Vanderspiegle: lo affronta e gli dice che non sono più amici, spezzandogli il cuore. Ciò lo porta ad attivare il dispositivo, iniziando un countdown di 90 minuti. Lisa e David tengono in ostaggio Sahar e Max nella casa di quest'ultimo, ma vengono picchiati e cacciati da Ben e Kate; fraintendendo un disegno di Max, Lisa crede che l'alieno sia Ethan: lo fa portare via dai militari e abbandona David in città. Harry ritrova la sua astronave, ma scopre che Asta e Max sono stati catturati; combatte per liberarli e Asta alla fine fa pace con lui e lo convince a non sterminare l'umanità. Harry parte per il suo pianeta, ma scopre che Max si è nascosto sulla sua astronave.
- Ascolti USA: telespettatori 1 140 000[17]
- Ascolti Italia: telespettatori 290 000 – share 1,3%[16]